# Шебанин, Василий Иванович
Василий Иванович Шебанин (1903—1955) — генерал-лейтенант Советской Армии, участник Великой Отечественной войны.

## Биография
Василий Шебанин родился в 1903 году на территории современного Алексинского района Тульской области. В 1921 году был призван на службу в Рабоче-крестьянскую Красную Армию.
В годы Великой Отечественной войны Шебанин служил начальником артиллерийского снабжения и заместителем по артиллерийскому снабжения командующих Ленинградского, Центрального, Белорусского и 1-го Белорусского фронтов. 7 июня 1943 года ему было присвоено звание генерал-майора инженерно-артиллерийской службы, а 11 июля 1945 года — генерал-лейтенанта инженерно-артиллерийской службы.
С 1947 по 1953 гг. возглавлял Институт баллистики и артиллерийского вооружения (НИИ-3) Академии артиллерийских наук.
Скончался в 1955 году, похоронен на Новодевичьем кладбище Москвы.
Был награждён орденом Ленина, тремя орденами Красного Знамени, орденами Суворова 2-й степени, Кутузова 2-й степени и Отечественной войны 1-й степени, рядом медалей и иностранных наград.